# Élections législatives de 1936 en Dordogne
Les élections législatives françaises de 1936 ont lieu les 26 avril et 3 mai.

## Résultats à l'échelle du département
| Partis         | Partis                                           | Premier tour | Premier tour | Deuxième tour | Deuxième tour | Sièges |
| Partis         | Partis                                           | Voix         | %            | Voix          | %             | Sièges |
| -------------- | ------------------------------------------------ | ------------ | ------------ | ------------- | ------------- | ------ |
|                | Parti républicain, radical et radical-socialiste | 24 546       | 23,72        | 12 912        | 15,02         | 2      |
|                | Parti communiste-SFIC                            | 22 811       | 22,04        | 22 508        | 26,19         | 2      |
|                | Section française de l'Internationale ouvrière   | 17 324       | 16,74        | 12 467        | 14,51         | 1      |
|                | Union socialiste républicaine                    | 16 671       | 16,11        | 13 773        | 16,03         | 1      |
|                | Radicaux indépendants                            | 6 238        | 6,03         | 10 905        | 12,69         | 0      |
|                | Parti agraire et paysan français                 | 5 817        | 5,62         | 10 252        | 11,93         | 0      |
|                | Républicains de gauche                           | 2 975        | 2,88         | 2 919         | 3,40          | 0      |
|                | Socialistes indépendants                         | 2 369        | 2,29         | 71            | 0,08          | 0      |
|                | Démocrate populaire                              | 2 158        | 2,09         | 100           | 0,12          | 0      |
|                | Alliance démocratique                            | 1 326        | 1,28         | 13            | 0,02          | 0      |
|                | Fédération républicaine                          | 1 019        | 0,98         | 15            | 0,02          | 0      |
|                | Divers                                           | 223          | 0,22         | 9             | 0,01          | 0      |
|                |                                                  |              |              |               |               |        |
| Inscrits       | Inscrits                                         | 125 487      | 100,00       | 105 394       | 100,00        | 6      |
| Votants        | Votants                                          | 106 226      | 84,65        | 88 903        | 84,35         |        |
| Abstentions    | Abstentions                                      | 19 261       | 15,35        | 16 491        | 15,65         |        |
| Blancs et nuls | Blancs et nuls                                   | 2 749        | 2,59         | 2 959         | 3,33          |        |
| Exprimés       | Exprimés                                         | 103 477      | 97,41        | 85 944        | 96,67         |        |

## Résultats par arrondissement

### Arrondissement de Bergerac
| Candidats      | Candidats       | Étiquette      | Premier tour | Premier tour | Deuxième tour | Deuxième tour |
| Candidats      | Candidats       | Étiquette      | Voix         | %            | Voix          | %             |
| -------------- | --------------- | -------------- | ------------ | ------------ | ------------- | ------------- |
|                | Paul Loubradou  | PC-SFIC        | 7 092        | 29,64        | 13 701        | 56,68         |
|                | Mary            | PAPF           | 5 817        | 24,31        | 10 252        | 42,41         |
|                | Guittard        | PRRRS          | 4 416        | 18,45        | 98            | 0,41          |
|                | Gaston Simounet | USR            | 4 176        | 17,45        | 88            | 0,36          |
|                | Dupuy           | PRRRS          | 1 590        | 6,64         | 27            | 0,11          |
|                | Boyer           | SFIO           | 834          | 3,49         | 5             | 0,02          |
|                |                 | Divers         | 4            | 0,02         |               |               |
|                |                 |                |              |              |               |               |
| Inscrits       | Inscrits        | Inscrits       | 28 970       | 100,00       | 28 972        | 100,00        |
| Votants        | Votants         | Votants        | 24 395       | 84,21        | 25 041        | 86,43         |
| Abstention     | Abstention      | Abstention     | 4 575        | 15,79        | 3 931         | 13,57         |
| Blancs et nuls | Blancs et nuls  | Blancs et nuls | 466          | 1,91         | 870           | 3,47          |
| Exprimés       | Exprimés        | Exprimés       | 23 929       | 98,09        | 24 171        | 96,53         |

### Arrondissement de Nontron
| Candidats      | Candidats                  | Étiquette      | Premier tour | Premier tour | Deuxième tour | Deuxième tour |
| Candidats      | Candidats                  | Étiquette      | Voix         | %            | Voix          | %             |
| -------------- | -------------------------- | -------------- | ------------ | ------------ | ------------- | ------------- |
|                | Gustave Saussot            | PC-SFIC        | 4 833        | 27,53        | 8 737         | 49,03         |
|                | Laforest                   | Rad. Indé.     | 3 487        | 19,86        | 5 964         | 33,47         |
|                | Jean Paul Filhoud-Lavergne | Rép. de gauche | 2 975        | 16,95        | 2 919         | 16,38         |
|                | Vergnolle                  | SFIO           | 2 898        | 16,51        | 23            | 0,13          |
|                | Bonneau                    | Soc. indé.     | 1 999        | 11,39        | 44            | 0,25          |
|                | Belingard                  | USR            | 823          | 4,69         | 11            | 0,06          |
|                | Ilbert                     | USR            | 365          | 2,08         | 9             | 0,05          |
|                | Merilhou                   | PRRRS          | 126          | 0,72         | 111           | 0,62          |
|                |                            | Divers         | 49           | 0,28         | 2             | 0,01          |
|                |                            |                |              |              |               |               |
| Inscrits       | Inscrits                   | Inscrits       | 21 483       | 100,00       | 21 478        | 100,00        |
| Votants        | Votants                    | Votants        | 18 002       | 83,80        | 18 111        | 84,32         |
| Abstention     | Abstention                 | Abstention     | 3 481        | 16,20        | 3 367         | 15,68         |
| Blancs et nuls | Blancs et nuls             | Blancs et nuls | 447          | 2,48         | 291           | 1,61          |
| Exprimés       | Exprimés                   | Exprimés       | 17 555       | 97,52        | 17 820        | 98,39         |

### Arrondissement de Périgueux

#### 1recirconscription
| Candidats      | Candidats      | Étiquette      | Premier tour | Premier tour |
| Candidats      | Candidats      | Étiquette      | Voix         | %            |
| -------------- | -------------- | -------------- | ------------ | ------------ |
|                | Georges Bonnet | PRRRS          | 8 549        | 52,04        |
|                | Bouthonnier    | PC-SFIC        | 5 012        | 30,51        |
|                | Bayol          | SFIO           | 2 727        | 16,60        |
|                |                | Divers         | 141          | 0,86         |
|                |                |                |              |              |
| Inscrits       | Inscrits       | Inscrits       | 20 098       | 100,00       |
| Votants        | Votants        | Votants        | 17 154       | 85,35        |
| Abstention     | Abstention     | Abstention     | 2 944        | 14,65        |
| Blancs et nuls | Blancs et nuls | Blancs et nuls | 725          | 4,23         |
| Exprimés       | Exprimés       | Exprimés       | 16 429       | 95,77        |

#### 2ecirconscription
| Candidats      | Candidats      | Étiquette      | Premier tour | Premier tour | Deuxième tour | Deuxième tour |
| Candidats      | Candidats      | Étiquette      | Voix         | %            | Voix          | %             |
| -------------- | -------------- | -------------- | ------------ | ------------ | ------------- | ------------- |
|                | Camille Bedin  | SFIO           | 4 457        | 41,46        | 6 350         | 57,49         |
|                | Dauriac        | USR            | 2 898        | 26,96        | 4 670         | 42,28         |
|                | Boissarie      | PRRRS          | 1 664        | 15,48        |               |               |
|                | Chaumel        | PC-SFIC        | 968          | 9,01         | 14            | 0,13          |
|                | Kellerson      | USR            | 762          | 7,09         | 12            | 0,11          |
|                |                |                |              |              |               |               |
| Inscrits       | Inscrits       | Inscrits       | 13 014       | 100,00       | 13 019        | 100,00        |
| Votants        | Votants        | Votants        | 10 991       | 84,46        | 11 176        | 85,84         |
| Abstention     | Abstention     | Abstention     | 2 023        | 15,54        | 1 843         | 14,16         |
| Blancs et nuls | Blancs et nuls | Blancs et nuls | 242          | 2,20         | 130           | 1,16          |
| Exprimés       | Exprimés       | Exprimés       | 10 749       | 97,80        | 11 046        | 98,84         |

### Arrondissement de Ribérac
| Candidats      | Candidats      | Étiquette      | Premier tour | Premier tour | Deuxième tour | Deuxième tour |
| Candidats      | Candidats      | Étiquette      | Voix         | %            | Voix          | %             |
| -------------- | -------------- | -------------- | ------------ | ------------ | ------------- | ------------- |
|                | Maxence Bibié  | USR            | 5 729        | 39,72        | 8 949         | 64,27         |
|                | Brunet         | Rad. Indé.     | 2 751        | 19,07        | 4 941         | 35,48         |
|                | Pradeau        | SFIO           | 2 391        | 16,58        |               |               |
|                | Ventenat       | AD             | 1 326        | 9,19         | 13            | 0,09          |
|                | Reyraud        | PC-SFIC        | 1 179        | 8,17         |               |               |
|                | Huot           | URD            | 1 019        | 7,06         | 15            | 0,11          |
|                |                | Divers         | 29           | 0,20         | 7             | 0,05          |
|                |                |                |              |              |               |               |
| Inscrits       | Inscrits       | Inscrits       | 17 526       | 100,00       | 17 522        | 100,00        |
| Votants        | Votants        | Votants        | 14 836       | 84,65        | 14 387        | 82,11         |
| Abstention     | Abstention     | Abstention     | 2 690        | 15,35        | 3 135         | 17,89         |
| Blancs et nuls | Blancs et nuls | Blancs et nuls | 412          | 2,78         | 462           | 3,21          |
| Exprimés       | Exprimés       | Exprimés       | 14 424       | 97,22        | 13 925        | 96,79         |

### Arrondissement de Sarlat
| Candidats      | Candidats           | Étiquette      | Premier tour | Premier tour | Deuxième tour | Deuxième tour |
| Candidats      | Candidats           | Étiquette      | Voix         | %            | Voix          | %             |
| -------------- | ------------------- | -------------- | ------------ | ------------ | ------------- | ------------- |
|                | Yvon Delbos         | PRRRS          | 8 201        | 40,22        | 12 676        | 66,78         |
|                | Worms               | SFIO           | 4 017        | 19,70        | 6 089         | 32,08         |
|                | Toulza              | PC-SFIC        | 3 727        | 18,28        | 56            | 0,30          |
|                | Decoux              | Dém. pop.      | 2 158        | 10,58        | 100           | 0,53          |
|                | Fourgous            | USR            | 1 918        | 9,41         | 34            | 0,18          |
|                | De Lanauve Bonfilhs | Soc. indé.     | 370          | 1,81         | 27            | 0,14          |
|                |                     |                |              |              |               |               |
| Inscrits       | Inscrits            | Inscrits       | 24 396       | 100,00       | 24 403        | 100,00        |
| Votants        | Votants             | Votants        | 20 848       | 85,46        | 20 188        | 82,73         |
| Abstention     | Abstention          | Abstention     | 3 548        | 14,54        | 4 215         | 17,27         |
| Blancs et nuls | Blancs et nuls      | Blancs et nuls | 457          | 2,19         | 1 206         | 5,97          |
| Exprimés       | Exprimés            | Exprimés       | 20 391       | 97,81        | 18 982        | 94,03         |